# 唐普勒拉福斯
唐普勒拉福斯（法語：Templeux-la-Fosse，法語發音：[tɑ̃plø la fos]）是法国上法蘭西大區索姆省的一个市镇，属于佩罗讷区。

## 地理
唐普勒拉福斯（49°58'3"N, 3°1'30"E）面积7.23 平方千米，位于法国上法蘭西大區索姆省，该省份为法国北部沿海省份，北起加来海峡省和北部省，西接滨海塞纳省和大西洋英吉利海峡，南至瓦兹省，东临埃纳省。
与唐普勒拉福斯接壤的市镇（或旧市镇、城区）包括：下艾兹库尔、上艾兹库尔、比尔-库尔塞勒、德里安库尔、列拉蒙、隆加韦讷、穆瓦兰、尼尔吕、坦库尔-布克利。

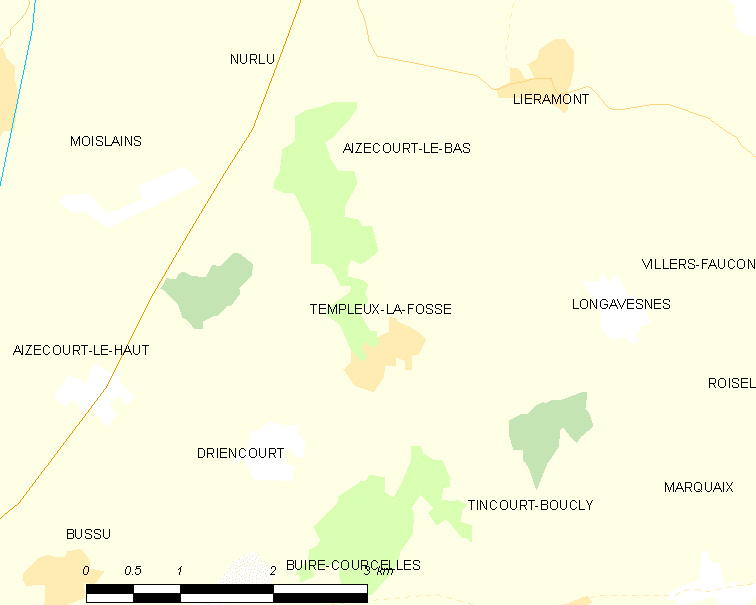
唐普勒拉福斯的OSM定位图

唐普勒拉福斯的时区为UTC+01:00、UTC+02:00（夏令时）。

## 行政
唐普勒拉福斯的邮政编码为80240，INSEE市镇编码为80747。

## 政治
唐普勒拉福斯所属的省级选区为佩罗讷县。

## 人口

1962-2008年间唐普勒拉福斯人口变化图示

唐普勒拉福斯于2022年1月1日时的人口数量为135人。